# Region Oio

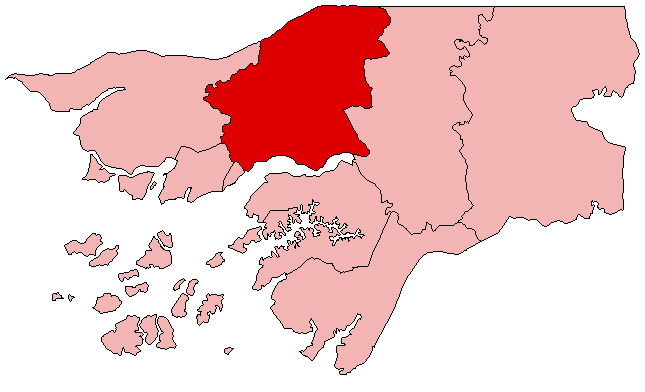
Region Oio

Region Oio (port. região de Oio) – jeden z dziewięciu regionów w Gwinei Bissau, zajmujący zachodnią część kraju. Jego stolicą jest Farim. Inne duże miasta to Nhacra, Mansôa, Mansabá, Bissorã i Cumeré.
Do najwyższych miejsc w regionie należy wzgórze Tambandinto, wznoszące się 70 m n.p.m.
Region zajmuje powierzchnię 5 404 m² i jest zamieszkany przez 199 046 osób.